# Leuctra austriaca
Leuctra austriaca är en bäcksländeart som beskrevs av Aubert 1954. Leuctra austriaca ingår i släktet Leuctra och familjen smalbäcksländor. Inga underarter finns listade i Catalogue of Life.